# 의학 드라마
의학 드라마(medical drama)는 사건이 병원, 응급차 직원, 또는 어느 의료 환경이 중심으로 되고 대부분의 의료 사건들이 병원에서 장기간 지속되는 텔레비전 프로그램이나 영화이다. 대부분의 의학 드라마는 인물의 직업에 속한 사건을 초월하며 개인의 인생의 단면을 묘사한다. 일반적인 의학 드라마는 두 의사가 사랑에 빠지는 스토리라인을 그려낸다.

## 역사

### 세계
1951년에 첫 방영된 시티 호스피털(City Hospital)이 텔레비전에서 방영된 최초의 의학 드라마로 간주된다. (최초의 연속극은 1937년에 방영된 닥터 킬데어로 간주된다.)

### 대한민국
대한민국에서는 1980년부터 1983년까지 방영된 KBS 1TV 주간극 '소망'이 의학 드라마 첫 작품이므로, 국내 제작 드라마 중 유일무이하게 휴먼 메디컬 드라마로 기획한 작품 중에, 지난 2013년 하반기에 방영한 KBS 2TV 월화 드라마 '굿 닥터' 역시 장애인 단체들의 아낌없는 찬사로 큰 호평을 얻었고, 2020년 상반기에 방영한 KBS 2TV 수목 드라마 '영혼수선공'이 메디컬 드라마 중 유일무이하게 정신건강의학과를 배경으로 하여, 시청자들에게 정신건강의 중요성을 인식시키기 위해, 모든 계층이 공감할 수 있는 휴먼 메디컬 드라마로 기획·제작한 점이 가장 대표적인 선례이다.

## 같이 보기
- 대한민국의 의학 드라마 목록